# The Eraser
The Eraser ist das erste Soloalbum von Thom Yorke, der vor allem als Frontmann der Band Radiohead bekannt ist. Es erschien im Juli 2006 und belegte den dritten Platz der britischen Albumcharts in seiner ersten Woche und den zweiten Platz in den USA und Kanada. Musikalisch setzt das Album elektronische Ansätze, wie sie sich schon bei Radioheads Kid A finden lassen, fort in die Richtung der von Yorke geschätzten Bands Autechre oder Squarepusher, jedoch ohne, seinem Gesang verdankend, besonders künstlich zu wirken oder an Melodiösität einzubüßen.
Black Swan, Harrowdown Hill und Analyse wurden als Single veröffentlicht, außerdem erschien mit Spitting Feathers eine B-Seiten-EP für den japanischen Markt.

## Titelliste
1. The Eraser – 4:55
2. Analyse – 4:02
3. The Clock – 4:13
4. Black Swan – 4:49
5. Skip Divided – 3:35
6. Atoms for Peace – 5:13
7. And It Rained All Night – 4:15
8. Harrowdown Hill – 4:38
9. Cymbal Rush – 5:15

## Inhalt
Das Album des politisch engagierten Künstlers ist von zahlreichen Anspielungen durchzogen, so war Atoms for Peace der Titel einer Rede, die Dwight D. Eisenhower 1953 zur friedlichen Nutzung von Atomenergie hielt und ist außerdem das Motto der Internationalen Atomenergieorganisation (IAEO).
Auch bezieht sich der Titel Harrowdown Hill auf den Ort, wo 2003 die Leiche von David Kelly, dem angeblichen BBC-Informanten eines regierungskritischen Berichts zur Existenz irakischer Massenvernichtungswaffen, gefunden wurde. Offiziell beging Kelly Selbstmord, was Yorke jedoch in Zweifel zieht, worauf beispielsweise die Textzeile „Did I fall or was I pushed?“ (dt. „Bin ich gefallen oder hat man mich gestoßen?“) hindeutet.

## Cover
Das Schwarzweiß-Cover zeigt einen Mann in Trenchcoat und Hut, der versucht, die Wellen zurück zu befehligen wie Knut der Große, ein mittelalterlicher dänischer König Englands. Der Legende nach misslang ihm dies und er sah es als Beweis dafür, dass es keinen wahren König außer Jesus gäbe, sodass er seine Krone für immer abnahm. In den Wellen schwimmen angedeutet Londoner Gebäude wie der Tower of London, die Houses of Parliament und die Thames Barrier. Es wurde von Stanley Donwood kreiert, der zusammen mit Yorke auch bereits für das Artwork der meisten Radiohead-Alben und der Band-Website zuständig gewesen war.

## Rezeption
Der Großteil der Kritiker nahm das Album positiv auf. Die britische Musikzeitschrift New Musical Express meinte, dass The Eraser wie schon Kid A einige Fans spalten wird. „'Kid B'? Ja, OK – aber Radiohead wird nie wieder ein solches Album machen, und als Zwilling ist es auf jedenfall ebenbürtig.“ (Louis Pattison) Der Rolling Stone bezeichnete das Album als „exzellent“ und verlieh vier von fünf möglichen Sternen. The Eraser sei voll von Momenten, an denen man darauf wartet, dass der Rest der Band [Radiohead] einsetzt, aber das passiert nicht.

Andreas Bättig verlieh dem Album auf laut.de die Höchstwertung und schrieb: 

„Dabei lässt uns Thom Yorke in seine intimste Gedankenwelt blicken. Was uns da feinfühlig entgegendrischt, ist so bezaubernd wie düster, so unverständlich wie klar.“

Vom textlichen Inhalt zeigte sich Barry Walters im Village Voice vom 7. Juli 2006 weniger begeistert: 

„Yorkes Stimme hat selten besser geklungen, aber der Kontext enttäuscht.“